# Gregor József (labdarúgó)
Gregor József (Budapest, 1963. november 30. –) válogatott labdarúgó, csatár. Az 1990–91-es idény gólkirálya. Édesanyja, Jancsó Rózsi és nagybátyja, Jancsó József asztaliteniszezők voltak.

## Pályafutása

### Klubcsapatban
A Ferencváros saját nevelésű játékosa, de felnőtt pályafutását az Építők SC-ben kezdte, ahol 1988-ig játszott. 1988 és 1991 között a Bp. Honvéd játékosa volt. A kispestiekkel 2 bajnoki címet és egy magyar kupa győzelmet szerzett. Az 1990–91-es idényben a bajnokság gólkirály lett 15 góllal. Ebben az időszakban szerepelt a válogatottban. A következő idényben a Siófoki Bányász együttesében töltötte, ahonnan visszatért nevelő egyesületéhez a Ferencvároshoz. A Fradiban 1992 és 1995 között összesen 66 alkalommal lépett pályára (42 bajnoki, 3 nemzetközi, 21 hazai díjmérkőzés) és 14 gólt szerzett (11 bajnoki, 3 egyéb). Az 1994–95-ös idényben az FTC-vel is bajnok lett. 1993 és 1995 között sorozatban háromszor nyert magyar kupát és szuperkupát a csapattal.

### A válogatottban
1988 és 1991 között hat alkalommal szerepelt a válogatottban.

## Sikerei, díjai
- Magyar bajnokság
  - bajnok: 1988–89, 1990–91, 1994–95
  - 3.: 1992–93
  - gólkirály: 1990–91 (19 gól)
- Magyar kupa
  - győztes: 1989, 1993, 1994, 1995
  - döntős: 1990
- Magyar szuperkupa
  - győztes: 1993, 1994, 1995

## Statisztika

### Mérkőzései a válogatottban
| Magyarország | Magyarország         | Magyarország                | Magyarország | Magyarország | Magyarország | Magyarország | Magyarország | Magyarország |
| #            | Dátum                | Helyszín                    | Hazai        | Eredmény     | Vendég       | Kiírás       | Gólok        | Esemény      |
| ------------ | -------------------- | --------------------------- | ------------ | ------------ | ------------ | ------------ | ------------ | ------------ |
| 1.           | 1988. szeptember 21. | Reykjavík, Laugardarsvöllur | Izland       | 0 – 3        | Magyarország | barátságos   | -            | 46'          |
| 2.           | 1989. március 8.     | Budapest, Népstadion        | Magyarország | 0 – 0        | Írország     | vb-selejtező | -            | 78'          |
| 3.           | 1989. április 4.     | Budapest, Népstadion        | Magyarország | 3 – 0        | Svájc        | barátságos   | -            |              |
| 4.           | 1989. április 26.    | Taranto, Jacovone Stadion   | Olaszország  | 4 – 0        | Magyarország | barátságos   | -            | 60'          |
| 5.           | 1990. szeptember 12. | London, Wembley Stadion     | Anglia       | 1 – 0        | Magyarország | barátságos   | -            |              |
| 6.           | 1991. május 1.       | Salerno, Arechi Stadion     | Olaszország  | 3 – 1        | Magyarország | Eb-selejtező | -            | 46'          |
|              | Összesen             |                             |              | 6            | mérkőzés     |              | 0            | gól          |